# Lierde
Lierde is een gemeente in de Belgische provincie Oost-Vlaanderen. De gemeente telt ruim 6.000 inwoners, die Lierdenaars worden genoemd. De plaats bevindt zich in de Vlaamse Ardennen.

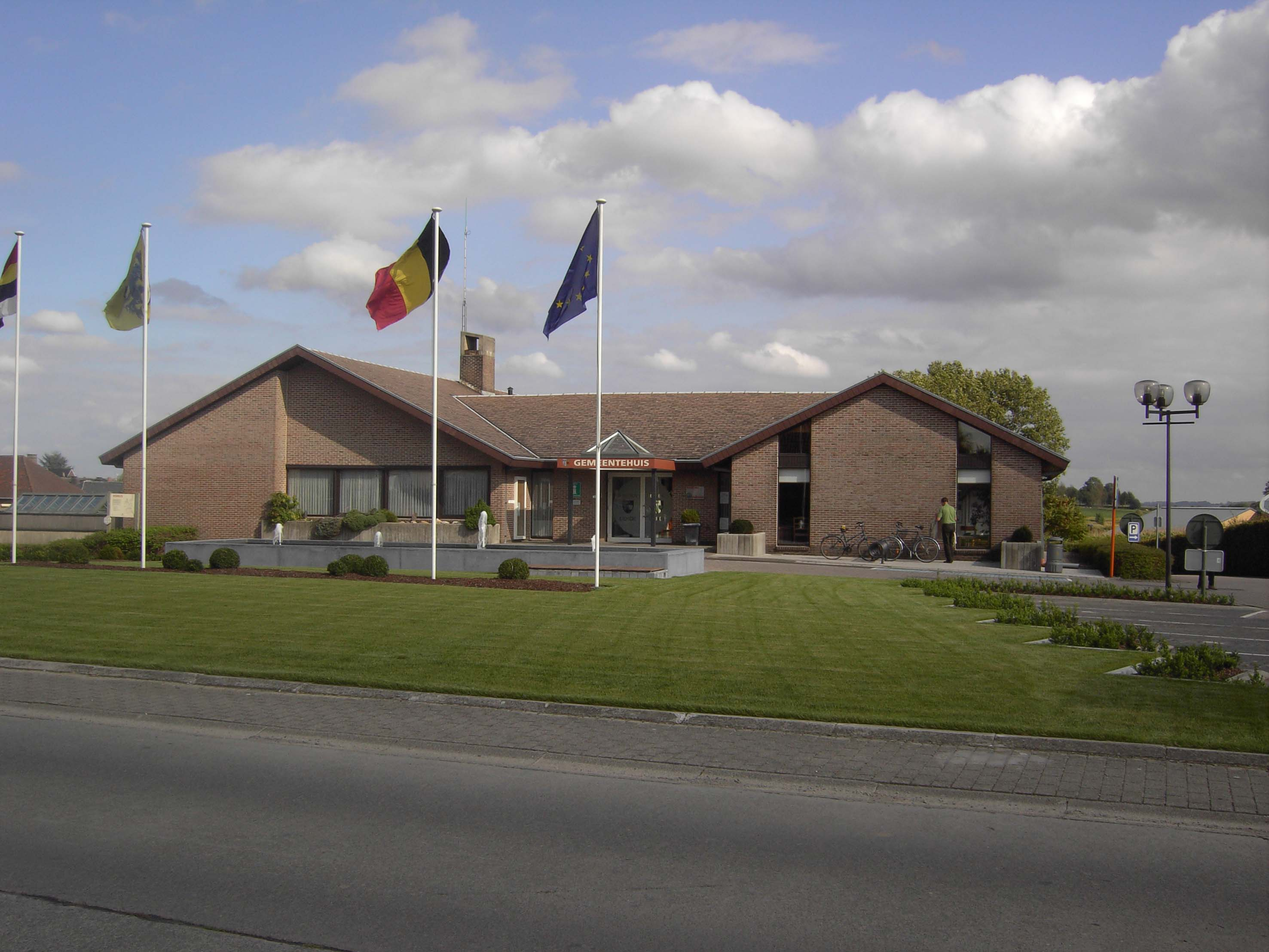
Gemeentehuis van Lierde.

## Geschiedenis
Onder de Romeinen behoorde het de streek tot de civitas Nerviorum, eerst in de provincie Gallia Belgica, vanaf de 4de eeuw in de provincie Belgica secunda. Toen de Franken de streek veroverden, werd het gebied opgenomen in het Frankische en later in het Merovingische rijk. Na de verdeling van dat rijk bij de dood van Clovis in 511 werd de streek ingelijfd bij Austrasië. In het grote rijk van Karel de Grote waren de dorpen een onderdeel van de Brabantgouw, een kleinere administratieve eenheid. Bij het verdrag van Verdun in 843 werden de regio ondergebracht in het Middenrijk van Lotharius dat steeds meer onder de invloed van de Duitse keizers kwam en in 925 aan het Duitse Rijk werd toegevoegd. Reeds in 870 bleek de Brabantgouw verdeeld te zijn in vier graafschappen waarbij de Lierdse dorpen in het graafschap Biest, het latere graafschap Ename lagen. In 1034 kreeg Renier V van Henegouwen het dankzij zijn huwelijk in zijn bezit, maar de graven van Vlaanderen, die er ook aanspraak op maakten, veroverden het in 1048. Het bleef echter tot het Duitse Rijk behoren, vandaar hun ligging in wat men 'keizerlijk Vlaanderen' noemt. Boudewijn V, graaf van Vlaanderen, voerde een nieuwe staatkundige indeling in waarbij de gouwen vervangen werden door kasselrijen. De Lierdse dorpen maakten voortaan deel uit van de kasselrij 'Land Van Aalst'. In 1164 werd het gebied definitief ingelijfd bij Kroon-Vlaanderen. Dit bleef zo tot en met de Franse verovering van de Oostenrijkse Nederlanden in 1795. Na de nieuwe Franse indeling in departementen maakten ze deel uit van het departement van de Schelde (Département de l'Escaut). Later vormden ze een onderdeel van de provincie Oost-Vlaanderen.
Binnen het Land Van Aalst had elk van de vier dorpen een eigen statuut. Deftinge, Hemelveerdegem, Sint-Maria-Lierde en Sint-Martens-Lierde behoorden in de middeleeuwen tot het bisdom Kamerijk, het aartsdiakonaat Brabant en de dekenij Geraardsbergen. Toen in 1559 onder Filips II nieuwe bisdommen opgericht werden, gingen zij deel uitmaken van het aartsbisdom Mechelen. De aartsdiakonaten werden geleidelijk afgeschaft.
Na de napoleontische hervormingen in 1801 werden de vier parochies ingedeeld bij het bisdom Gent, dekenij Ronse en de kantonnale pastorij Nederbrakel. Gedurende de periode 1847-1852 werden een aantal parochies afgescheiden van het dekenij Ronse en samengevoegd tot de dekenij Geraardsbergen, Deftinge, Hemelveerdegem, Nederbrakel, Opbrakel, Ophasselt, Parike, Sint-Martens-Lierde, Sint-Maria-Lierde en Steenhuize. In 1909 werd dan de dekenij Nederbrakel opgericht waartoe de vier tot op vandaag behoren. Tijdens de Tweede Wereldoorlog stortte op 21 december 1942 een Lancaster DXP W4234 van 57 Squadron RAF (onderweg naar een missie in München) neer op het gehucht Kakebeke te Sint-Maria-Lierde nadat hij boven Steenhuize geraakt werd door het boordgeschut van een Duitse Messerschmitt. Op 6 mei 2000 werd een monument opgericht voor de zes overleden bemanningsleden (de zevende werd gevangen genomen).

### Fusie
In 1977 ontstond de fusiegemeente Lierde uit de vroegere deelgemeenten. Iedere deelgemeente kende dus ook haar eigen ontstaan en geschiedenis.

## Kernen

### Deelgemeenten
|   | Naam                | Opp. (km²) | Inwoners (2020) | Inwoners per km² | NIS-code |
| - | ------------------- | ---------- | --------------- | ---------------- | -------- |
| 1 | Sint-Maria-Lierde   | 8,97       | 2.521           | 281              | 45062A   |
| 2 | Hemelveerdegem      | 2,80       | 397             | 142              | 45062B   |
| 3 | Deftinge            | 7,65       | 1.774           | 232              | 45062C   |
| 4 | Sint-Martens-Lierde | 6,90       | 1.887           | 274              | 45062D   |

## Demografische ontwikkeling
Alle historische gegevens hebben betrekking op de huidige gemeente, inclusief deelgemeenten, zoals ontstaan na de fusie van 1 januari 1977.
- Bronnen:NIS, Opm:1831 tot en met 1981=volkstellingen; 1990 en later= inwonertal op 1 januari

| Inwoners van jaar tot jaar op 1 januari 1992 tot heden | Inwoners van jaar tot jaar op 1 januari 1992 tot heden | Inwoners van jaar tot jaar op 1 januari 1992 tot heden |
| jaar                                                   | Aantal                                                 | Evolutie: 1992=index 100                               |
| ------------------------------------------------------ | ------------------------------------------------------ | ------------------------------------------------------ |
| 1992                                                   | 6.159                                                  | 100,0                                                  |
| 1993                                                   | 6.166                                                  | 100,1                                                  |
| 1994                                                   | 6.199                                                  | 100,6                                                  |
| 1995                                                   | 6.180                                                  | 100,3                                                  |
| 1996                                                   | 6.195                                                  | 100,6                                                  |
| 1997                                                   | 6.255                                                  | 101,6                                                  |
| 1998                                                   | 6.271                                                  | 101,8                                                  |
| 1999                                                   | 6.282                                                  | 102,0                                                  |
| 2000                                                   | 6.291                                                  | 102,1                                                  |
| 2001                                                   | 6.302                                                  | 102,3                                                  |
| 2002                                                   | 6.374                                                  | 103,5                                                  |
| 2003                                                   | 6.400                                                  | 103,9                                                  |
| 2004                                                   | 6.399                                                  | 103,9                                                  |
| 2005                                                   | 5.426                                                  | 104,3                                                  |
| 2006                                                   | 6.399                                                  | 103,9                                                  |
| 2007                                                   | 6.454                                                  | 104,8                                                  |
| 2008                                                   | 6.474                                                  | 105,1                                                  |
| 2009                                                   | 6.478                                                  | 105,2                                                  |
| 2010                                                   | 6.534                                                  | 106,1                                                  |
| 2011                                                   | 6.497                                                  | 105,5                                                  |
| 2012                                                   | 6.542                                                  | 106,2                                                  |
| 2013                                                   | 6.522                                                  | 105,9                                                  |
| 2014                                                   | 6.579                                                  | 106,8                                                  |
| 2015                                                   | 6.548                                                  | 106,3                                                  |
| 2016                                                   | 6.550                                                  | 106,3                                                  |
| 2017                                                   | 6.563                                                  | 106,6                                                  |
| 2018                                                   | 6.567                                                  | 106,6                                                  |
| 2019                                                   | 6.616                                                  | 107,4                                                  |
| 2020                                                   | 6.579                                                  | 106,8                                                  |
| 2021                                                   | 6.626                                                  | 107,6                                                  |
| 2022                                                   | 6.689                                                  | 108,6                                                  |
| 2023                                                   | 6.805                                                  | 110,5                                                  |
| 2024                                                   | 6.874                                                  | 111,6                                                  |
| 2025                                                   | 6.858                                                  | 111,3                                                  |

## Bezienswaardigheden
De gemeente is vooral bekend om het Sint-Jansretabel in de Sint-Jan-Baptistkerk van Hemelveerdegem (erkend als Vlaams Topstuk) en de Kartuizerpriorij Sint-Martens-Bos in Sint-Martens-Lierde. Op de grens met Erwetegem (Zottegem) ligt natuurgebied Parkbos-Uilenbroek. In 2024 werd bekendgemaakt dat er een geboortebos wordt aangeplant aan Laerebeke en dat het Kartuizerpad tussen Sint-Martens-Lierde en Hemelveerdegem wordt heropend.

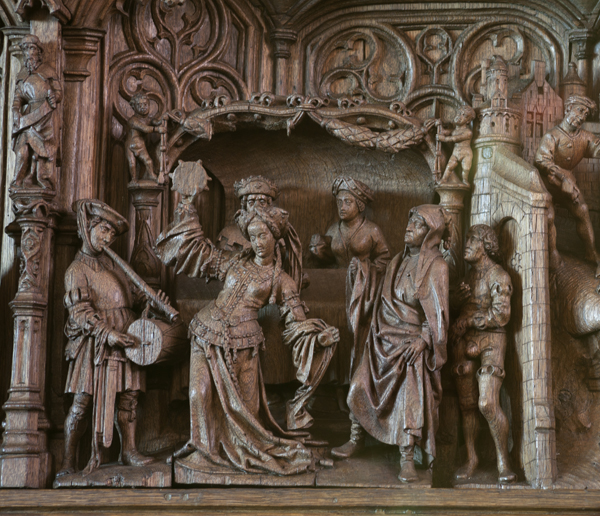
Sint-Jansretabel, Hemelveerdegem
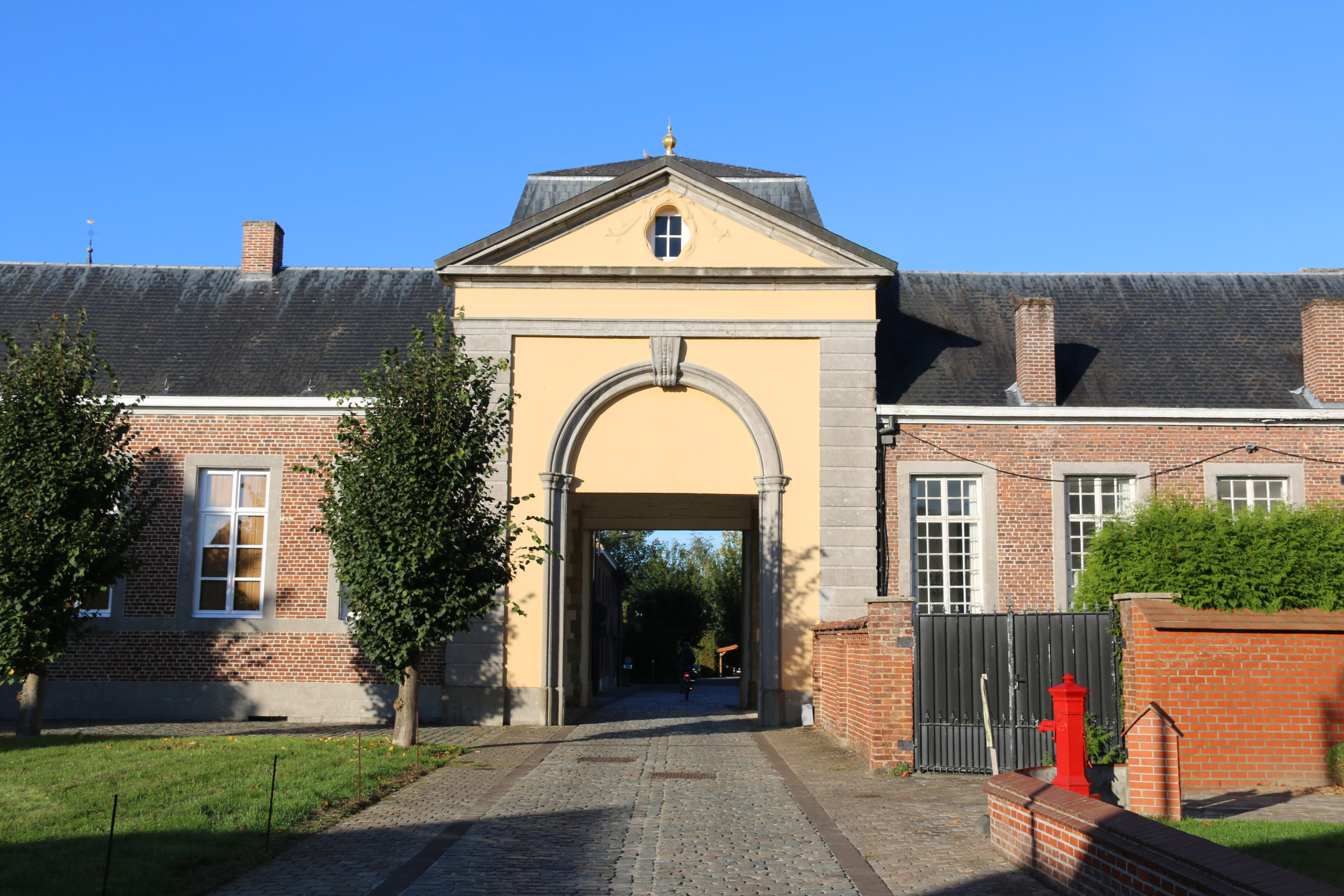
Kartuizerpriorij Sint-Martens-Bos, Sint-Martens-Lierde
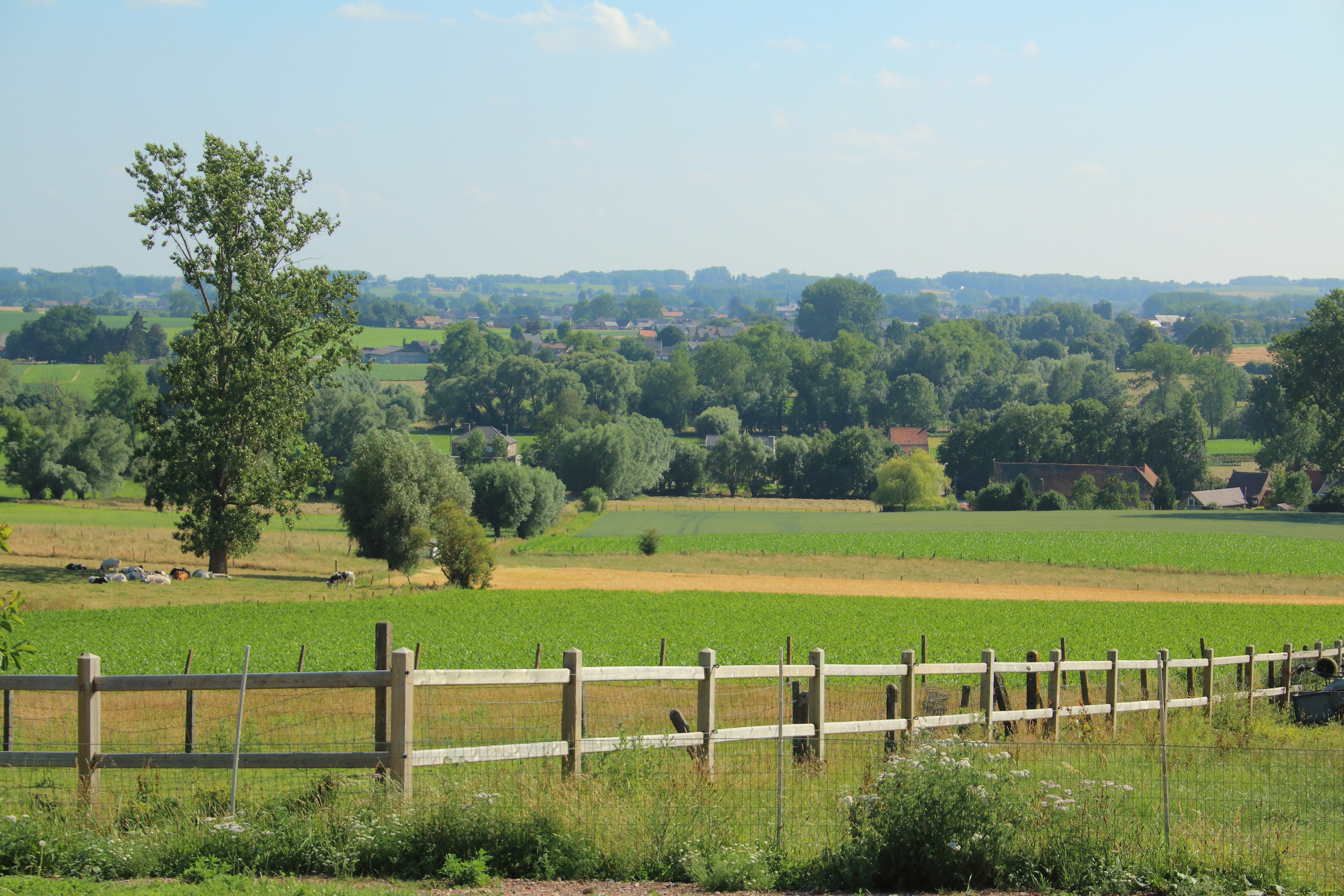
Vlaamse Ardennen (Waesberg)
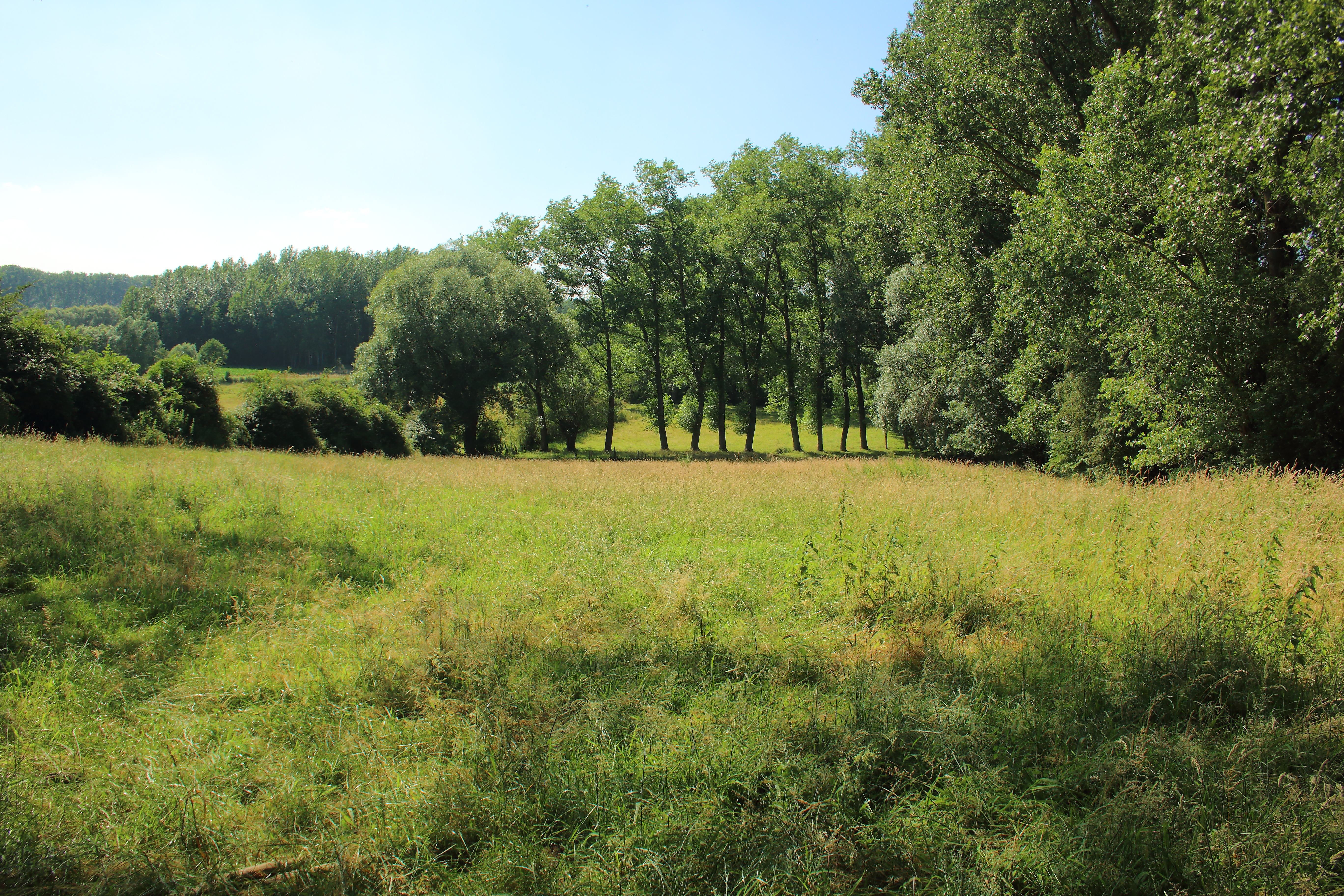
Parkbos-Uilenbroek

## Politiek

### Structuur
De gemeente Lierde ligt in het kieskanton Brakel in het provinciedistrict Oudenaarde, het kiesarrondissement Aalst-Oudenaarde en de kieskring Oost-Vlaanderen.
| Lierde           | Lierde           | Supranationaal         | Nationaal                         | Nationaal                 | Gemeenschap               | Gewest                    | Provincie                 | Arrondissement   | Provinciedistrict | Kanton          | Gemeente        |
| ---------------- | ---------------- | ---------------------- | --------------------------------- | ------------------------- | ------------------------- | ------------------------- | ------------------------- | ---------------- | ----------------- | --------------- | --------------- |
| Administratief   | Niveau           | Europese Unie          | België                            | België                    | Vlaanderen                | Vlaanderen                | Oost-Vlaanderen           | Oudenaarde       | Oudenaarde        | Oudenaarde      | Lierde          |
| Administratief   | Bestuur          | Europese Commissie     | Belgische regering                | Belgische regering        | Vlaamse regering          | Vlaamse regering          | Deputatie                 | Deputatie        | Deputatie         | Deputatie       | Gemeentebestuur |
| Administratief   | Raad             | Europees Parlement     | Kamer van volksvertegenwoordigers | Vlaams Parlement          | Vlaams Parlement          | Vlaams Parlement          | Provincieraad             | Provincieraad    | Provincieraad     | Provincieraad   | Gemeenteraad    |
| Kiesomschrijving | Kiesomschrijving | Nederlands Kiescollege | Kieskring Oost-Vlaanderen         | Kieskring Oost-Vlaanderen | Kieskring Oost-Vlaanderen | Kieskring Oost-Vlaanderen | Kieskring Oost-Vlaanderen | Aalst-Oudenaarde | Oudenaarde        | Brakel          | Lierde          |
| Verkiezing       | Verkiezing       | Europese               | Federale                          | Federale                  | Vlaamse                   | Vlaamse                   | Provincieraads-           | Provincieraads-  | Provincieraads-   | Provincieraads- | Gemeenteraads-  |

### Geschiedenis
Burgemeesters van Lierde waren:
- 1977-1993 : Valère Eeman[10] (1920-2000)
- 1993-1995 : Antoine Merckaert[11]
- 1995-2000 : Edgard Van De Pontseele[12] (1924-2014)
- 2001-2012 : Marc De Brakeleer[13]
- 2013-heden : Jurgen Soetens[14]

#### 2013-2018
Burgemeester was Jurgen Soetens (CD&V-Lierde). Hij leidde een coalitie bestaande uit CD&V-Lierde en Centrumlijst. Samen vormden ze de meerderheid met 10 op 17 zetels.

#### 2019-2024
Na de gemeenteraadsverkiezingen van 2018 haalde de partij Voor Lierde de absolute meerderheid. Ze ging echter alsnog in coalitie met de Derde Partij. Hierdoor hadden ze een meerderheid van 14 op 17 zetels. De burgemeester bleef Jurgen Soetens (Voor Lierde).

#### 2025-2030
Na de gemeenteraadsverkiezingen van 2024 haalde de partij Voor Lierde de absolute meerderheid van 12 op 17 zetels. De burgemeester blijft Jurgen Soetens (Voor Lierde)
| Schepencollege | Schepencollege         | Schepencollege | Schepencollege |
| Bevoegdheden | Persoon                | Partij         | Partij         |
| --- | ---------------------- | -------------- | -------------- |
| Burgemeester Algemeen beleid, Veiligheid (politie, brandweer en preventie), Interne organisatie (financiën, ICT, personeel, dienstverlening), Burgerlijk stand en Communicatie en participatie                                        | Jurgen Soetens         |                | VOOR LIERDE    |
| Eerste schepen Jeugd- en seniorenbeleid, Onderwijs, Gezinsbeleid, Kinderopvang, Minderhedenbeleid, Dierenwelzijn, Gelijke kansenbeleid, Toerisme en dorpspromotie, Begraafplaatsen en beheerJubilea en jumelages                      | Erna Antoine           |                | VOOR LIERDE    |
| Tweede schepen Cultuur, Erfgoed, Monumentenzorg, Mobiliteit en verkeer, Trage wegen, Evenementen, Gezondheid en Gemeente-eigendommen                                                                                                  | Katelijne Scheirlinckx |                | VOOR LIERDE    |
| Derde schepen Milieu-, natuur- en klimaatbeleid, Landbouw en duurzaamheid, Ruimtelijke ordening en grondgebiedzaken, Stedenbouw, Erediensten, Ontwikkelingssamenwerking, Recyclagepark + beheer ambachtelijke zone en Lokale economie | Jordy De Borre         |                | VOOR LIERDE    |
| Vierde schepen Sociale zaken, Maatschappelijke integratie, Huisvesting, Openbare werken, Energie en nutsvoorzieningen, Verenigings- en buurtleven en Sport                                                                            | Antoine Van de Maele   |                | VOOR LIERDE    |

### Resultaten gemeenteraadsverkiezingen sinds 1976
| Partij               | Partij                                                            | 10-10-1976 | 10-10-1976 | 10-10-1982 | 10-10-1982 | 9-10-1988 | 9-10-1988 | 9-10-1994 | 9-10-1994 | 8-10-2000 | 8-10-2000 | 8-10-2006 | 8-10-2006 | 14-10-2012 | 14-10-2012 | 14-10-2018 | 14-10-2018 | 13-10-2024 | 13-10-2024 |
| Stemmen / Zetels     | Stemmen / Zetels                                                  | %          | 17         | %          | 17         | %         | 17        | %         | 17        | %         | 17        | %         | 17        | %          | 17         | %          | 17         | %          | 17         |
| -------------------- | ----------------------------------------------------------------- | ---------- | ---------- | ---------- | ---------- | --------- | --------- | --------- | --------- | --------- | --------- | --------- | --------- | ---------- | ---------- | ---------- | ---------- | ---------- | ---------- |
|                      | Agalev1/ sp.a-Groen!B/ Lierde 2012C                               | -          |            | -          |            | -         |           | 5,521     | 0         | -         |           | 21,67B    | 3         | 13,48C     | 2          | -          |            | -          |            |
|                      | SP1/ sp.a-Groen!B/ Lierde 2012C/ SPAnKRACHT2                      | 24,751     | 4          | 22,341     | 3          | 22,971    | 3         | 22,431    | 4         | 21,651    | 3         | 21,67B    | 3         | 13,48C     | 2          | 4,62       | 0          | -          |            |
|                      | De 3de Partij                                                     | -          |            | -          |            | -         |           | -         |           | -         |           | 19,14     | 3         | 22,96      | 4          | 19,1       | 3          | 18,8       | 3          |
|                      | Centrumlijst1/ PVV2/ Lierde-CentrumA/ Open Vld3/ Lierde RechtUit4 | 32,531     | 5          | 39,231     | 7          | 33,012    | 6         | 32,961    | 6         | 32,51     | 6         | 59,2A     | 5         | 21,021     | 4          | 19,03      | 3          | 18,24      | 2          |
|                      | LIERDE1/ CVP2/ Lierde-CentrumA/ CD&V-Lierde3/ VOOR LIERDE4        | 42,721     | 8          | 38,421     | 7          | 44,022    | 8         | 39,091    | 7         | 45,841    | 8         | 59,2A     | 6         | 33,23      | 6          | 51,34      | 11         | 63,04      | 12         |
|                      | N-VA                                                              | -          |            | -          |            | -         |           | -         |           | -         |           | -         |           | 9,34       | 1          | 6,0        | 0          | -          |            |
| Totaal stemmen       | Totaal stemmen                                                    | 4437       | 4437       | 4645       | 4645       | 4725      | 4725      | 4774      | 4774      | 4882      | 4882      | 5017      | 5017      | 4991       | 4991       | 5036       | 5036       | 3694       | 3694       |
| Opkomst %            | Opkomst %                                                         |            |            |            |            | 97,75     | 97,75     | 97,11     | 97,11     | 96,85     | 96,85     | 97,4      | 97,4      | 95,43      | 95,43      | 95,7       | 95,7       | 67,8       | 67,8       |
| Blanco en ongeldig % | Blanco en ongeldig %                                              | 1,13       | 1,13       | 2,11       | 2,11       | 3,26      | 3,26      | 3,6       | 3,6       | 4,73      | 4,73      | 3,87      | 3,87      | 4,29       | 4,29       | 4,3        | 4,3        | 2,1        | 2,1        |

De zetels van de gevormde coalitie staan vetjes afgedrukt. De grootste partij is in kleur.

## Verkeer en vervoer

### Openbaar vervoer

#### Treinvervoer
Lierde beschikt over 1 treinstation, namelijk Station Lierde. Lierde wordt bediend door de volgende lijnen:
| Serie       | Treinsoort          | Route                                                  | Bijzonderheden             |
| ----------- | ------------------- | ------------------------------------------------------ | -------------------------- |
| S 52        | S-trein Gent (NMBS) | Gent-Sint-Pieters – Zottegem – Lierde – Geraardsbergen |                            |
| P 7960/8960 | Piekuurtrein (NMBS) | Geraardsbergen – Lierde – Zottegem – Gent-Sint-Pieters | Rijdt alleen op werkdagen. |

#### Busvervoer
| Lijn | Traject                                                  |
| ---- | -------------------------------------------------------- |
| 131  | Zottegem - Lierde - Geraardsbergen                       |
| 131  | Geraardsbergen - Lierde - Zottegem                       |
| 308  | Geraardsbergen - Lierde - Brakel - Oudenaarde            |
| 308  | Oudenaarde - Brakel - Lierde - Geraardsbergen            |
| 307  | Geraardsbergen - Deftinge - Parike - Brakel - Oudenaarde |
| 307  | Oudenaarde - Brakel - Parike - Deftinge - Geraardsbergen |
| 395  | Ninove - Voorde - Ophasselt - Lierde - Brakel            |
| 395  | Brakel - Lierde - Ophasselt - Voorde - Ninove            |

### Verkeer
| Weg | Traject                                                                                |
| --- | -------------------------------------------------------------------------------------- |
| N42 | Lessen - Geraardsbergen - Lierde - Herzele - Zottegem - Oosterzele - Wetteren          |
| N8  | Koksijde - Veurne - Ieper - Kortrijk - Oudenaarde - Brakel - Lierde - Ninove - Brussel |

## Cultuur

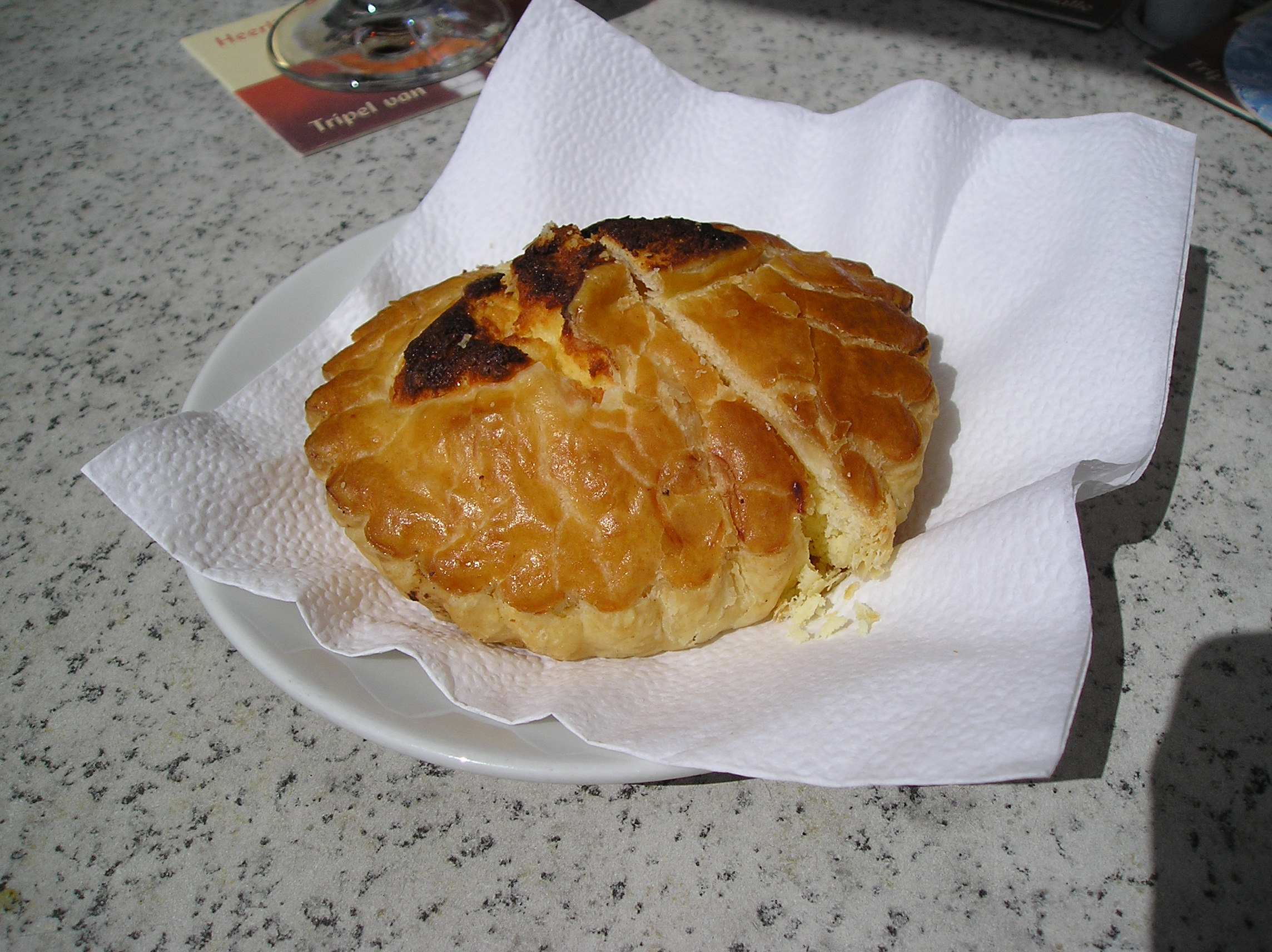
een Geraardsbergse Mattentaart

Lierde mag zich een producent noemen van de Geraardsbergse mattentaart, het allereerste Vlaams product met Europees label. Als kleine buurgemeente van de mattentaartenstad Geraardsbergen, krijgt Lierde echter de meer bescheiden titel van mattentaartengemeente.
Lierde heeft ook een eigen toneelvereniging (Simali) en een poppenkastgezelschap ('t spelleke van Lierde).

## Sport
In Lierde spelen de voetbalclubs VC Eendracht Deftinge en FC Bonanza, de laatste uit Sint-Martens Lierde. Lierde kent ook nog volleybalclub S.S.J Hemelveerdegem en dansverenigingen Love2Dance en Dance-Experience. Ook beschikt Lierde over verschillende wielertoeristenclubs waaronder WTC Tempelhof. 
| Sportclub                                    | Locatie                | Deelgemeente        |
| -------------------------------------------- | ---------------------- | ------------------- |
| V.C. Eendracht Deftinge                      | Voetbalveld            | Deftinge            |
| FC Bonanza                                   | Voetbalveld            | Sint-Martens-Lierde |
| FC Dikken (Minivoetbal)                      | Sporthal De Zandloper  | Sint-Maria-Lierde   |
| Badminton Jogging Sportief                   | Sporthal De Zandloper  | Sint-Maria-Lierde   |
| Dansclub Dance- Experience                   | Sporthal De Zandloper  | Sint-Maria-Lierde   |
| Jogging Sportief Lierde                      | OC De Lier             | Sint-Maria-Lierde   |
| TC Lierde (Padel - Tennis)                   | Sportpark De Zandloper | Sint-Maria-Lierde   |
| Sporting Sint-Jan Hemelveerdegem (Volleybal) | Sporthal De Zandloper  | Sint-Maria-Lierde   |
| CSC Lierde (Wandelclub)                      | /                      | Lierde              |
| WTC Tempelhof                                | /                      | Lierde              |

## Toerisme
Door deze gemeente loopt onder meer de fietsroute Denderende steden.
Lierde heeft heel wat te bieden op het vlak van toerisme. De 4 deelgemeenten bieden tal van bezienswaardigheden, memorials en natuurgebieden.
Bezienswaardigheden:
- Kartuizerpriorij en kerk
- Beschermd landschapsplein van Sint-Jans-Hemelveerdegem
- Sint-Jan de Doperkerk
- Retabel van Sint-Jan de Doper

## Bekende Lierdenaars
- Emiel Faingnaert (1919-1980), Belgisch wielrenner
- Brice De Ruyver (1954-2017), Belgisch criminoloog.
- Roger Baguet, Belgisch wielrenner
- Ferdi Van Den Haute, Belgisch wielrenner